# رنیگونتا
رنیگونتا (به انگلیسی: Renigunta) یک منطقهٔ مسکونی در هند است که در رنیگونتا ماندال واقع شده‌است. رنیگونتا ۲۶٬۰۳۱ نفر جمعیت دارد و ۱۰۷ متر بالاتر از سطح دریا واقع شده‌است.